# Operatore di Markov
Nella teoria della probabilità e nella teoria ergodica, un operatore di Markov è un operatore in uno specifico spazio delle funzioni che conserva la massa (la cosiddetta proprietà di Markov). 

## Definizioni

### Operatore di Markov
Sia {\displaystyle (X,{\mathcal {A}},\mu )} uno spazio di misura. Ogni operatore lineare {\displaystyle P:L^{1}\rightarrow L^{1}} che soddisfa
- {\displaystyle Pf\geq 0}, per {\displaystyle f\geq 0}, {\displaystyle f\in L^{1}},
- {\displaystyle \|Pf\|=\|f\|}, per {\displaystyle f\geq 0,f\in L^{1}}

è detto operatore di Markov.
In particolare dal secondo punto si deduce subito che l'operatore di Markov è una contrazione.

### Semigruppo di Markov
Una famiglia {\displaystyle \{P(t)\}_{t\geq 0}} di operatori di Markov che soddisfa le condizioni
- {\displaystyle P(0)=Id},
- {\displaystyle P(t+s)=P(t)P(s)} per {\displaystyle s,t\geq 0},
- {\displaystyle \forall f\in L^{1},t\mapsto P(t)f} è continua

è detta semigruppo di Markov.

### Generatore infinitesimale del semigruppo
Sia {\displaystyle \{P_{t}\}_{t\geq 0}} una famiglia di operatori di Markov lineari limitati sullo spazio di Hilbert {\displaystyle L^{2}(\mu )}, dove {\displaystyle \mu } è una misura invariante. Il generatore infinitesimale {\displaystyle L} del semigruppo di Markov {\displaystyle {\mathcal {P}}=\{P_{t}\}_{t\geq 0}} è definito come
{\displaystyle Lf=\lim \limits _{t\downarrow 0}{\frac {P_{t}f-f}{t}},}
ed il dominio {\displaystyle D(L)} è lo spazio {\displaystyle L^{2}(\mu )} di tutte le funzioni ove esiste tale limite, coincidente esso stesso con {\displaystyle L^{2}(\mu )}.
{\displaystyle D(L)=\left\{f\in L^{2}(\mu ):\lim \limits _{t\downarrow 0}{\frac {P_{t}f-f}{t}}{\text{ esiste ed è in }}L^{2}(\mu )\right\}.}